# Kfz-Kennzeichen (Myanmar)

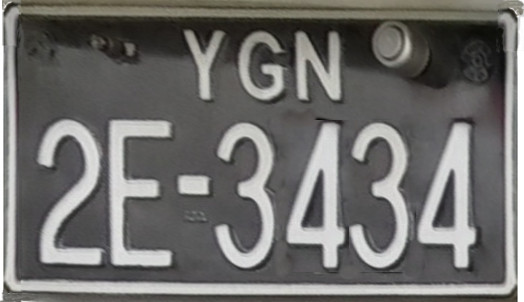
Ein privates Fahrzeugkennzeichen.

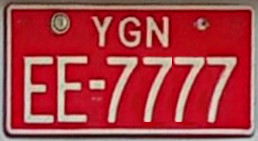
Ein Nutzfahrzeugkennzeichen.

Die Kfz-Kennzeichen von Myanmar werden vom Road Transport Administration Department (RTAD) vergeben und sind in Farbe und Form oft sehr unterschiedlich.
Die derzeitigen Kraftfahrzeugkennzeichen in Myanmar enthalten einen aus drei Buchstaben bestehenden Regionalcode (wie YGN für Yangon) über einer sechsstelligen alphanumerischen Seriennummer. Seit Oktober 2013 sind die neuen Schilder nun vollständig in lateinischen Schriftzeichen (in Block- und/oder Kleinbuchstaben) und arabischen Ziffern geschrieben. Ältere Schilder mit allen birmanischen Schriftzeichen sind immer noch üblich, insbesondere bei älteren Fahrzeugen. Die vorgeschriebene Verwendung der englischen Sprache und der arabischen Ziffern verbietet nicht die Wiederholung der Angaben durch die parallele Verwendung der Landesschriftzeichen. Militärfahrzeuge und Zweiräder tragen auch weiterhin Kennzeichen mit birmanischen Schriftzeichen.

## Fahrzeugtypen
Es gibt in Myanmar mehrere Arten von Kennzeichenschildern, die je nach Fahrzeug und Dienststelle unterschiedlich gefärbt und dimensioniert sind, wie in der unten stehenden Tabelle dargestellt:
| YGN 1A-1234 |

| YGN AA-1234 |

| YGN HSE-1234 |

| YGN RLG-1234 |

| YGN 1A-1234 |

| YGN 1A-1234 |

| CD 5-5 |

| UN 15-1 |

| TLR-1234 |

| YGN HSE-1234 |

| ၁ယ ၁၂၃၄၅ |

| ဗဟန-၁၂၃၄ |

Mit Stand Juni 2016 waren in Myanmar 5.720.256 Fahrzeuge/Maschinen davon 476.679 Privatautos, 28.970 Personenkraftwagen, 259.491 leichte und schwere Trucks, 4781.286 Zweiräder, 75.214 Dreiräder und 98.616 sonstige Fahrzeuge/Maschinen angemeldet gewesen.

## Staat- bzw. Regionskürzel
Die Staaten bzw. Regionen in Myanmar werden wie folgt abgekürzt
| Staat/Region                | Code | Nummer  | Frühere Nummer (Burmesisch) |
| --------------------------- | ---- | ------- | --------------------------- |
| Yangon-Region               | YGN  | 3I-4191 | ၃ည/၄၁၉၁                     |
| Mandalay-Region             | MDY  | 7H-4214 |                             |
| Shan-Staat                  | SHN  |         |                             |
| Sagaing-Region              | SGG  |         |                             |
| Irawadi-Region (Ayeyarwady) | AYY  | DD-7634 |                             |
| Bago-Region                 | BGO  |         |                             |
| Naypyidaw (Hauptstadt)      | NPW  |         |                             |
| Tanintharyi-Region          | TNI  |         |                             |
| Mon-Staat                   | MON  |         |                             |
| Rakhaing-Staat (Rakhine)    | RKE  |         |                             |
| Kachin-Staat                | KCN  |         |                             |
| Kayah-Staat                 | KYH  |         |                             |
| Kayin-Staat                 | KYN  |         |                             |
| Magwe-Region (Magway)       | MGY  |         |                             |
| Chin-Staat                  | CHN  |         |                             |

## Galerie von Kfz-Kennzeichen in Myanmar

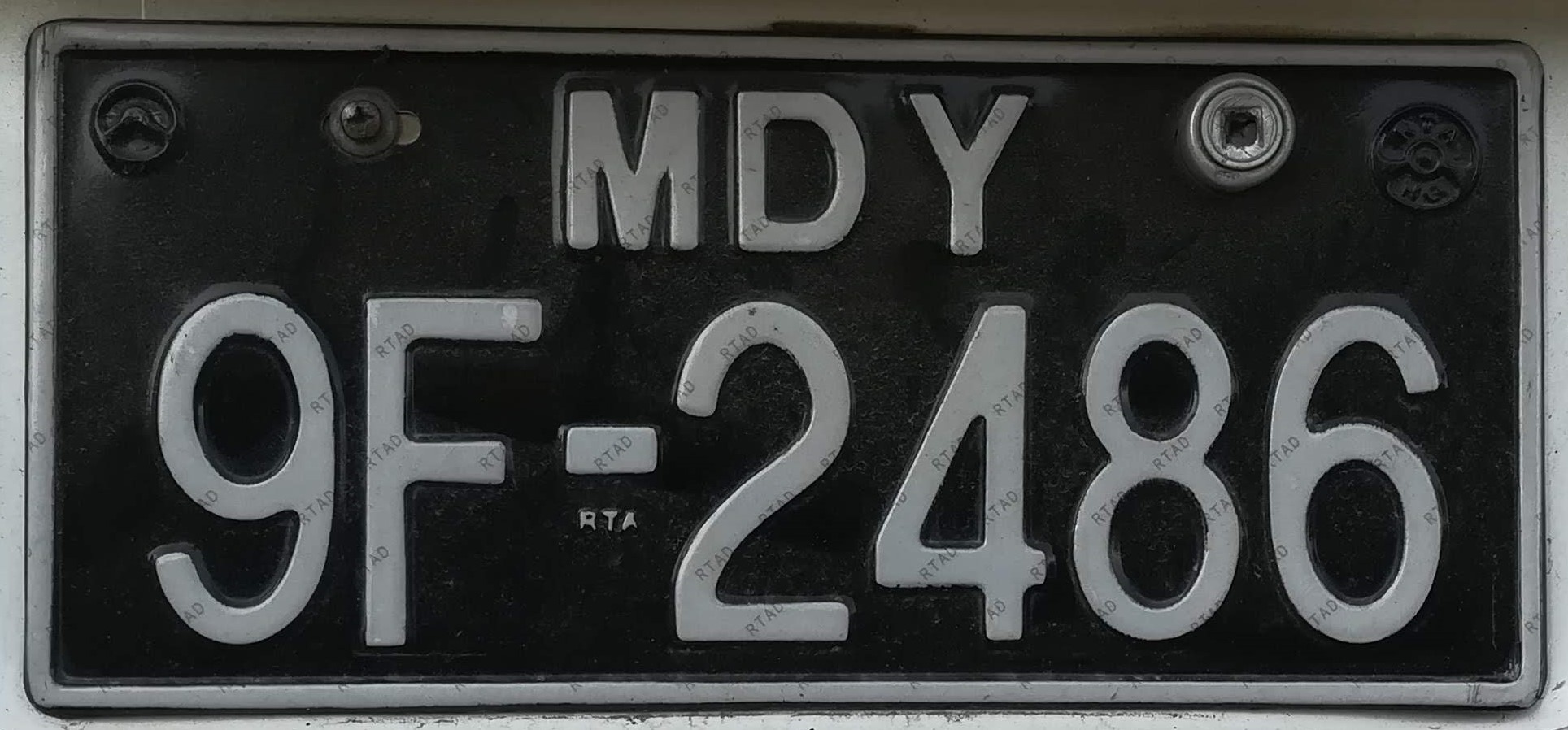
Kennzeichen für ein Privatfahrzeug
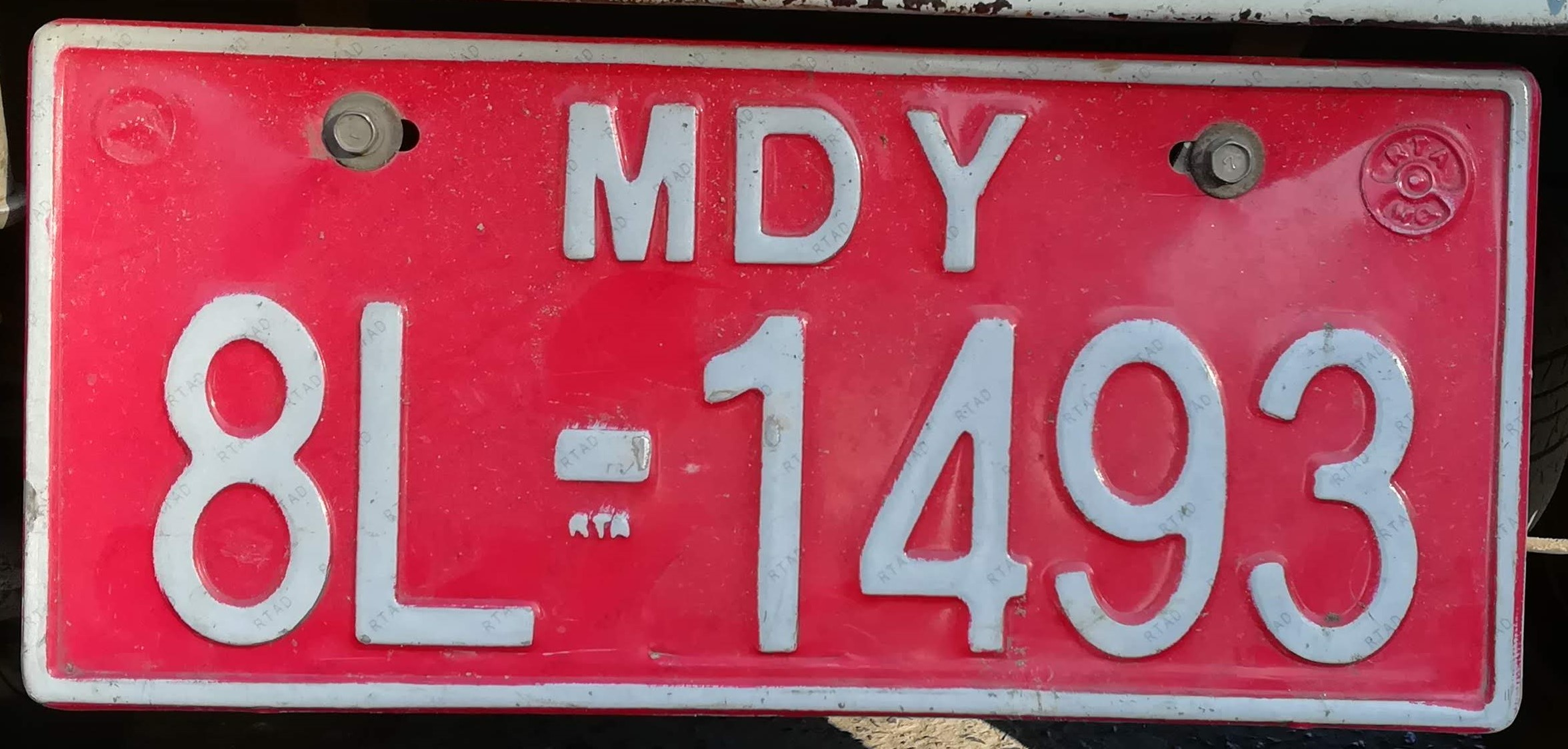
Nutzfahrzeug-Kennzeichen
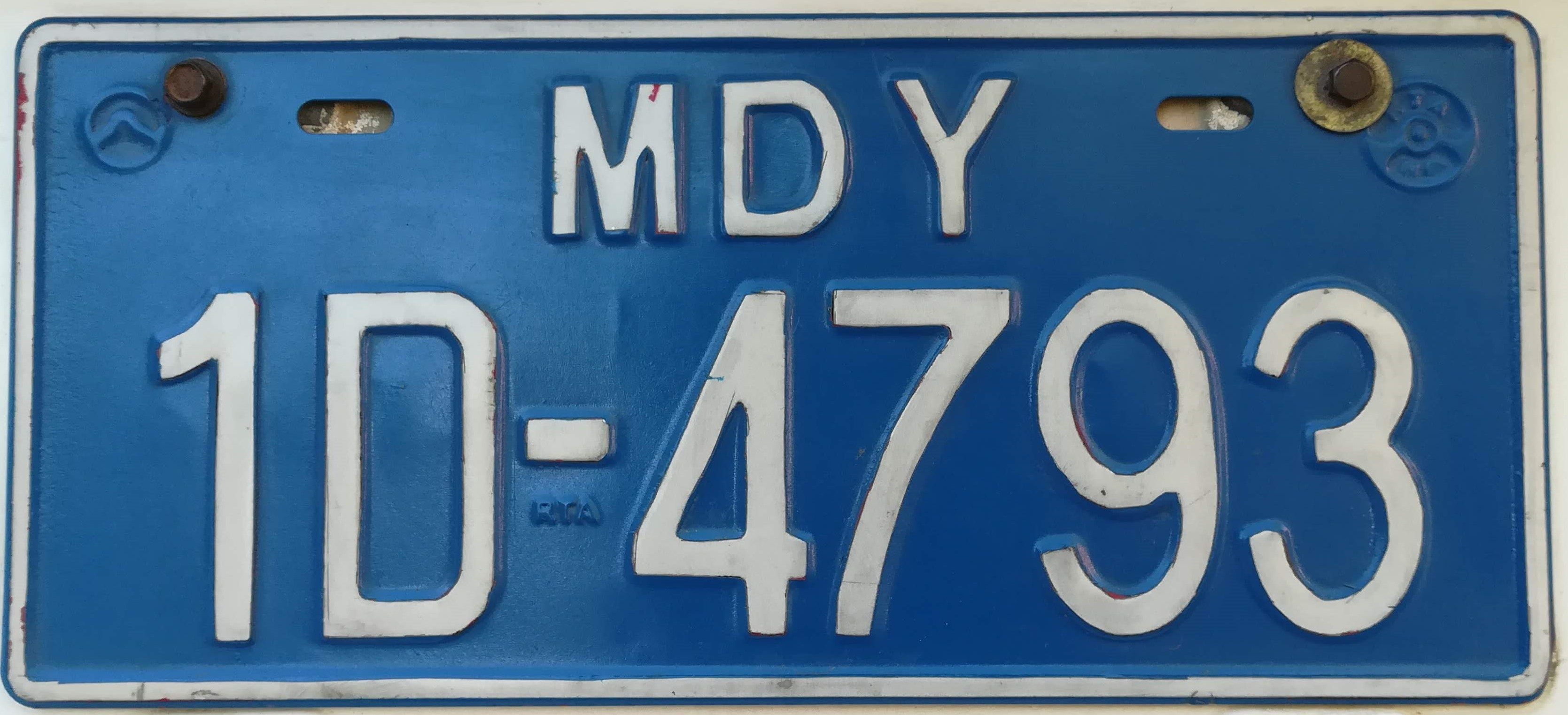
Nummernschild eines Reisefahrzeugs
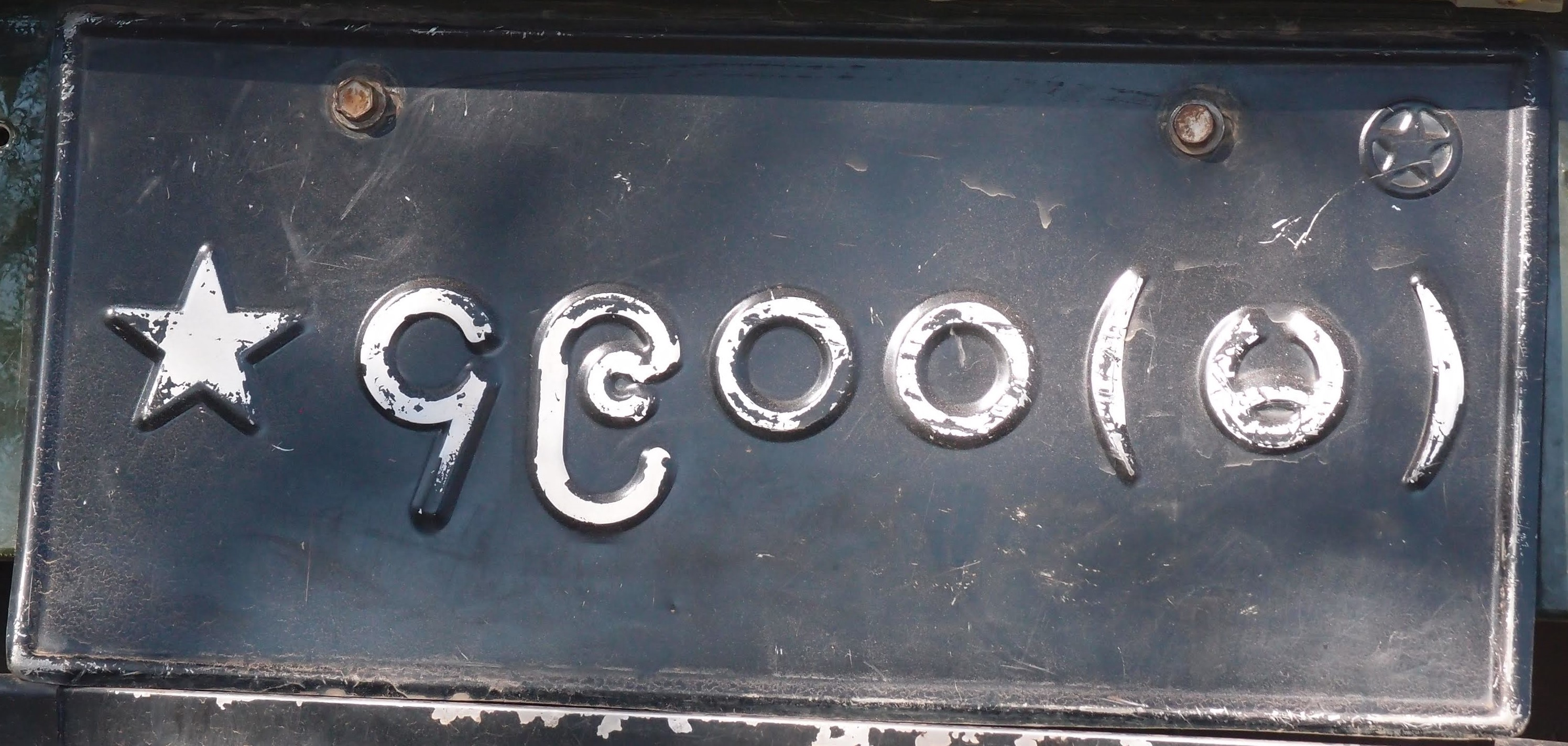
Fahrzeugkennzeichen der Armee
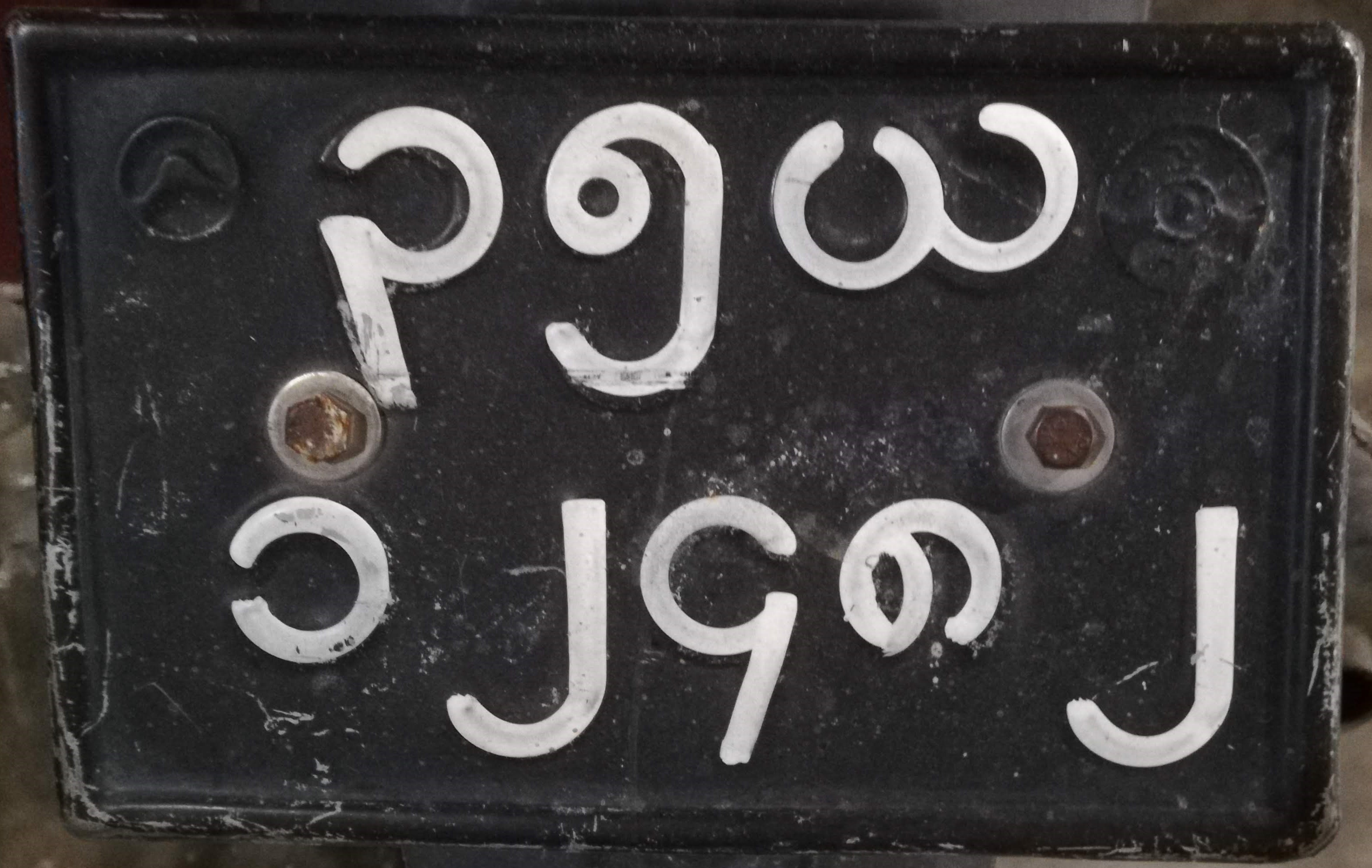
Motorrad-Kennzeichen